# Manlio Fabio Beltrones
Manlio Fabio Beltrones Rivera (Villa Juárez, Sonora; 30 de agosto de 1952) es un político y economista mexicano, miembro del Partido Revolucionario Institucional. Desde el 1 de septiembre de 2024 es senador de la República representando al estado de Sonora para las LXVI y LXVII Legislaturas.
Anteriormente se ha desempeñado como gobernador del estado de Sonora, diputado federal y senador, llegando a ser presidente de la Cámara de Diputados y del Senado. Desde el 1 de septiembre de 2012 hasta el 14 de agosto de 2015, se desempeñó como diputado federal de la LXII Legislatura del Congreso de la Unión de México y Coordinador Parlamentario de su partido en la Cámara de Diputados. Fue elegido presidente del PRI para el periodo 2015 - 2019. Presentó su renuncia el 20 de junio de 2016 a la dirigencia del PRI como consecuencia de la derrota que sufrió el partido en las elecciones de doce estados.
El 17 de enero de 2024, externó su interés de participar por un escaño en el Senado de la República representando a Sonora y se registró ante su partido. El 2 de junio de 2024, se celebraron las elecciones federales en México, después de las cuales, Manlio Fabio Beltrones resultó electo senador por Sonora en la figura de primera minoría. Posteriormente, el 9 de junio del mismo año, Manlio Fabio Beltrones recibió la constancia que le ratifica como senador electo por Sonora para las LXVI y LXVII Legislaturas federales en México.

## Biografía
Originario de Villa Juárez, Sonora, ingresó al Partido Revolucionario Institucional en 1968. Estudió la licenciatura en Economía en la Escuela Nacional de Economía de la UNAM  de donde se graduó en 1974. Su primer cargo público fue jefe del Departamento de Delegaciones Distritales en el Distrito Federal.
En 1982 se desempeñó como diputado Federal por el IV Distrito de Sonora en la LII Legislatura. En 1985 fue designado Presidente del PRI en Sonora, y luego, Secretario de Gobierno del estado. En 1988 fue Senador por su estado y posteriormente fue designado Subsecretario de Gobierno de la Secretaría de Gobernación. En 1991 fue postulado como candidato del PRI a Gobernador de Sonora; tomó posesión el 22 de octubre de 1991.
En 2002 fue nombrado secretario general de la Confederación Nacional de Organizaciones Populares (CNOP) del PRI. En 2003 fue elegido nuevamente diputado federal, desde donde presidió la mesa directiva de la Cámara de Diputados. El 2 de julio de 2006 resultó elegido senador para el periodo 2006-2012. A partir del 29 de agosto de 2006, fue el Coordinador de los senadores del Partido Revolucionario Institucional. En los periodos 2006-2007 y 2010-2011 presidió la Mesa Directiva del Senado de la República. Desde el 1 de septiembre de 2011 se desempeñó como Presidente de la Junta de Coordinación Política del Senado de la República.
El 1 de septiembre de 2012 tomó posesión como diputado Federal de la LXII Legislatura del Congreso de la Unión y el 9 de agosto del mismo año, rindió protesta como Coordinador Parlamentario del Partido Revolucionario Institucional en la Cámara de Diputados.

## Trabajo legislativo

### Senador de la República
Entre las iniciativas y reformas promovidas se encuentran la Ley para la Reforma del Estado en 2007; la Reforma Energética en 2008 y la Ley de Fomento al Primer Empleo en 2011. Durante el año de 2011 presentó una iniciativa de Reforma Hacendaria y buscó la aprobación de la Reforma Política en el Senado de la República.
A finales de abril de 2011, el Senado de la República aprobó la iniciativa de Reforma Política, presentada por Beltrones a nombre del grupo parlamentario del PRI.
En noviembre de 2011 Beltrones presentó una propuesta para que la figura presidencial pasara por la ratificación de los integrantes del gabinete presidencial por parte del Senado de la República y por el registro de un programa de gobierno avalado por las Cámaras de Diputados y Senadores.

### Coordinador del GPPRI en la LXII Legislatura
Firmó la iniciativa para reducir diputados plurinominales, presentada por el PRI el 11 de septiembre de 2012.
Promovió las reformas a la Ley Federal del Trabajo aprobadas en la Cámara de Diputados el 8 de noviembre de 2012.
El 23 de abril de 2013 fue aprobada una reforma presentada por Manlio Fabio, para dar certidumbre jurídica a la propiedad inmobiliaria habitacional de extranjeros en zonas litorales.
El 13 de noviembre de 2013 el Pleno de la Cámara de Diputados aprobó la reforma a la Ley General de Infraestructura Física y Educativa propuesta por Beltrones Rivera para la instalación de bebederos en las escuelas.
La LXII Legislatura del Congreso de la Unión de México aprobó el 5 de diciembre de 2013 reformas a la Constitución para la participación ciudadana, modificaciones que propuso Beltrones.
Participó también en la discusión de las leyes en materia de telecomunicaciones en el pleno de San Lázaro.
Aprobó el Sistema Nacional Anticorrupción el 26 de febrero de 2015, que da facultades a la Auditoría Superior de la Federación, a la Secretaría de la Función Pública, al Tribunal Federal de Justicia Administrativa y prevé la implementación de la Fiscalía General de la República.
Solicitó y recibió licencia como diputado el 14 de agosto de 2015 para ser candidato a la presidencia nacional del Partido Revolucionario Institucional.

## Manlio Fabio Beltrones, impulsor de los gobiernos de coalición en México
Manlio Fabio Beltrones ha dicho que los gobiernos de coalición son un acercamiento cuando las fuerzas políticas no logran ponerse de acuerdo después de una elección, por lo que es necesario que haya gobernabilidad. 
Desde el año 2011, ha sostenido la importancia de que exista esta opción para que quien llegue a ser presidente de México tenga la posibilidad de acordar con las demás fuerzas políticas. Esta propuesta ya es una posibilidad constitucional, pero falta que sea reglamentada por el Congreso Federal. De la misma manera, las entidades federativas están facultadas para generar estos acuerdos. Tal es el caso del Estado de México que lo aprobó en 2022.

## Controversias

### Reportaje de The New York Times
El 23 de febrero de 1997 el diario estadounidense The New York Times publicó información en la que vinculó a Manlio Fabio Beltrones y Jorge Carrillo Olea (entonces gobernadores de Sonora y Morelos, respectivamente) con el narcotráfico. De acuerdo con la investigación presentada en el diario por los reporteros Sam Dillon y Craig Pyes, un informe elaborado por la agencia antidrogas de Estados Unidos (DEA, por sus siglas en inglés) acusaba a los funcionarios de proteger al narcotraficante Amado Carrillo Fuentes, "El Señor de los Cielos".
El diario New York Times señaló que el origen de la información se remitía a más de 20 fuentes del gobierno mexicano y sus agencias de seguridad pública. Esta información también fue replicada y ampliada en el periódico El Tiempo, de México.
En noviembre de 2007, por medio de una carta firmada por el subprocurador Jurídico y de Asuntos Internacionales José Luis Vasconcelos,  la PGR deslindó a Manlio Fabio Beltrones de tener vínculos con el narcotráfico.

### Wikileaks
El 30 de mayo de 2011, el diario electrónico Noticias Yucatán Hoy publicó algunos extractos claves de la Embajada de Estados Unidos en México que le fueron proporcionados por Wikileaks a dicho diario. En uno de ellos, los diplomáticos estadounidenses expresaron que «la afirmación de que el PRI "busca reinventarse a sí mismo" era mentira». También, el cable recoge las quejas del priista sobre una supuesta intervención del presidente Vicente Fox en la campaña electoral. Beltrones acusa a Fox de usar recursos públicos para apoyar a Felipe Calderón.